# Mert Erdoğdu
Mert Erdoğdu (n. 1979) és un escaquista turc que té el títol de Gran Mestre des de 2017. El 2016 va ser campió de Turquia. També va ser campió masculí del Mediterrani el 2004. És membre de la selecció nacional turca. El 2018 ha entrenat l'equip femení d'escacs d'El Salvador per a les Olimpíades on van guanyar una medalla d'or per primera vegada.
A la llista d'Elo de la FIDE de desembre de 2021, hi tenia un Elo de 2407 punts, cosa que en feia el jugador número 14 (en actiu) de Turquia. El seu màxim Elo va ser de 2513 punts, a la llista del gener de 2010.